# 斉藤瑞樹
斉藤 瑞樹（さいとう みずき、1973年11月14日 - 2015年9月2日）は、日本の男性声優。東京都出身。最終所属はオフィス・ワット。

## 略歴
バオバブ学園（現ビジュアル・スペース俳優養成所）14期生。
以前はぷろだくしょんバオバブに所属していた。
2015年4月まで演劇部隊チャッターギャングにも所属していた。過去には劇団すごろくに所属していた。
2015年9月2日、肺動脈血栓のため死去。41歳没。

## 人物
趣味・特技は会話、食べること、柔道、早食い、映画鑑賞、散歩、人間ウォッチング。柔道部の出身だった。

## 後任
斉藤の没後、その持ち役を引き継いだ人物は以下の通り。
- 羽鳥佑 - 『トップガン』テレビ東京版：マーリン※2020年の追加録音部分。

## 出演
太字はメインキャラクター。

### テレビアニメ
2000年
- 幻想魔伝 最遊記（天上人）
- サクラ大戦TV

2001年
- グラップラー刃牙（セルジオ・シルバ）
- サイボーグ009 THE CYBORG SOLDIER（プワ＝ワーク人・D）
- 旋風の用心棒（銀鮫社員、谷田、片桐）
- Z.O.E Dolores, i（輸送機パイロット）
- 地球防衛家族（店員）
- ちっちゃな雪使いシュガー（町の人々）
- チャンス〜トライアングルセッション〜（ドラムB）
- バビル2世（平成版）（郷田剛）
- ヒカルの碁（2001年 - 2004年、青木、事務局員、バスケ部員、辻岡二段、外国人、土屋、客、都筑七段、中山、解説者、事務員、プロ棋士、生徒、ホテルの客、碁会所の客、後援会員、秋山初段） - 1シリーズ+スペシャル
- 星のカービィ（2001年 - 2003年、ガング、タゴ、囚人〈ドロン〉、ゴミ回収業者、羊飼い、オタキング〈ピギー〉、アクセル、モウ・タクサン）

2002年
- あずまんが大王（甘栗屋のおじいちゃん）
- 犬夜叉（侍）
- キャプテン翼（第3作）（ドミンゴの監督、記者B、カリメロ、コーチ）
- キディ・グレイド（ボーイB）
- G-onらいだーす（ゴンザレス、外国人、男子A、男子B、おやじ、老人〈夫〉）
- バロムワン
- フォルツァ!ひでまる（跳六、バイソン）
- 炎の蜃気楼（男子生徒A）

2003年
- TEXHNOLYZE（工場の刺客）
- 妄想科学シリーズ ワンダバスタイル（作業員B、運送員、ディレクター、妖精 他）
- ルパン三世 お宝返却大作戦!!

2004年
- B-伝説! バトルビーダマン（ビー僧侶）
- 忘却の旋律（男性客）

2005年
- NARUTO -ナルト-（ガトーの手下、草隠れの忍）

2006年
- 爆球Hit! クラッシュビーダマン（金龍）
- ルパン三世 セブンデイズ・ラプソディ（コックス）

2008年
- 古代王者 恐竜キング Dキッズ・アドベンチャー 翼竜伝説（ルイ13世）

2012年
- ゆるゆり♪♪（生徒）

### OVA
- 怪童丸（2001年）
- 低俗霊DAYDREAM（2004年、管理人）

### ゲーム
- 7 BLADES（2000年、砥ぎ蔵）
- ビストロ・きゅーぴっと2（2003年、リーダー）
- ラジアータ ストーリーズ（2005年、ガンツ）
- CRYSIS（2007年）
- ニード・フォー・スピード（2015年）

### ドラマCD
- 輝夜姫（信夫）
- SNOW〜スノー〜 VOL.3 LEGENDストーリー
- 天使禁猟区 星幽界編-1（上級天使1）
  - 天使禁猟区 地獄編-2（アバドン）
- 天正やおよろず（もとジイ）
- 覇王・愛人（襲撃者2）
- ワイルドアームズ アドヴァンスドサード（モーガン）

### BLCD
- 愛と欲望は学園で（SM担当教師）
  - 愛と欲望は学園で3（李の父親）
- エスコート（男）
- 疵〈スキャンダル〉（中井和久）
- 黒羽と鵙目（タカシ[7]）
- GENE(ゲーン) 天使は裂かれる（皇帝）
- 恋泥棒を捜せ!（専務）
- SEX PISTOLS 1（ノリ夫の親戚）
- 誰にも愛されない（社長[8]）
- Punch↑（親方）
  - Punch↑ 2・3（トメさん）
- 身勝手な狩人（里村）

### 吹き替え

#### 映画
- 悪魔の棲む部屋
- あの頃ペニー・レインと
- アバウト・ア・ボーイ
- ある日モテ期がやってきた（デヴォン〈ネイト・トレンス〉）
- キューティ・ブロンド
- クロコダイルの涙
- CODE:0000 コード:ゼロ
- サンダーバード6号（ピーター）※DVD版
- 地獄の黙示録 ※特別完全版
- Shall We Dance?（ヴァーン〈オマー・ベンソン・ミラー〉） ※ソフト版
- スクービー・ドゥー2 モンスターパニック
- スズメバチ
- スパイダー パニック! ※ソフト版
- スパイダーマン
- スパイダーマン3
- すべては愛のために
- トップガン（マーリン） ※テレビ東京版
- トレーニング デイ（ポール刑事〈ドクター・ドレー〉）
- ネバー・セイ・ダイ
- ハード・アライブ
- ハットしてキャット
- バニシングin60″ ※VHS・DVD版
- バリスティック（FBIエージェント・アディス）
- PLANET OF THE APES/猿の惑星 ※ソフト版
- フローレス（レイブン）
- ぼくの国、パパの国
- マトリックスシリーズ（ベイン、コルト） ※劇場公開版
  - マトリックス リローデッド（ジャックス、ワーム）
  - マトリックス レボリューションズ
- ミリオンダラー・ホテル
- ミーン・ガールズ（ダミアン・ライ）
- ライディング・ザ・ブレット
- ラブ・アクチュアリー（トニー、マイケル）
- リトル・ダンサー ※DVD版
- ル・ブレ

#### ドラマ
- サニー ｗith チャンス（グレイディ・ミッチェル〈ダグ・ブロシュー〉）
  - めっちゃ ソー・ランダム
- パワーレンジャー・ロスト・ギャラクシー（クバック）

#### アニメ
- シャーク・テイル
- ヘイ・アーノルド!（シモンズ先生）